# Stylurus
Stylurus é um género de libelinha da família Gomphidae.
Este género contém as seguintes espécies:
- Stylurus amicus (Needham, 1930)
- Stylurus amnicola (Walsh, 1862)
- Stylurus annulatus (Djakonov, 1926)
- Stylurus clathratus (Needham, 1930)
- Stylurus endicotti (Needham, 1930)
- Stylurus erectocornus Liu & Chao in Chao, 1990
- Stylurus falcatus Gloyd, 1944
- Stylurus flavicornis (Needham, 1931)
- Stylurus flavipes (Charpentier, 1825)
- Stylurus gaudens (Chao, 1953)
- Stylurus gideon (Needham, 1941)
- Stylurus intricatus (Selys, 1858)
- Stylurus ivae Williamson, 1932
- Stylurus kreyenbergi (Ris, 1928)
- Stylurus laurae Williamson, 1932
- Stylurus nagoyanus Asahina, 1951
- Stylurus nanningensis Liu, 1985
- Stylurus nobilis Liu & Chao in Chao, 1990
- Stylurus notatus (Rambur, 1842)
- Stylurus occultus (Selys, 1878)
- Stylurus oculatus (Asahina, 1949)
- Stylurus olivaceus (Selys, 1873)
- Stylurus placidus Liu & Chao in Chao, 1990
- Stylurus plagiatus (Selys, 1854)
- Stylurus potulentus (Needham, 1942)
- Stylurus scudderi (Selys, 1873)
- Stylurus spiniceps (Walsh, 1862)
- Stylurus takashii (Asahina, 1966)
- Stylurus tongrensis Liu, 1991
- Stylurus townesi Gloyd, 1936